# Disciples of the Unseen
Disciples of the Unseen debitantski je studijski album kanadskog simfonijskog death metal-sastava Aeternam. Album je 16. veljače 2010. godine objavila diskografska kuća Metal Blade Records.

## Popis pjesama
| 1.    | »Ars Almadel« (instrumental) | 1:51 |
| 2.    | »Angel Horned«               | 3:15 |
| 3.    | »Esoteric Formulae«          | 4:20 |
| 4.    | »The Coronation of Seth«     | 5:16 |
| 5.    | »Hamunaptra«                 | 3:58 |
| 6.    | »Iteru«                      | 2:42 |
| 7.    | »Goddess of Masr«            | 6:01 |
| 8.    | »Ouroboros«                  | 4:53 |
| 9.    | »Circle in Flames«           | 5:17 |
| 10.   | »Through the Eyes of Ea«     | 6:31 |
| 44:04 |                              |      |

## Zasluge
Aeternam
- Samuel Dubois – klavijature
- Jeff Boudreault – vokali, bas-gitara
- Achraf Loudiy – vokali, gitara
- Antoine Guertin – vokali, bubnjevi, perkusija, glazbeni uzorci
- Alexandre Loignon – gitara

Ostalo osoblje
- Jef Fortin – produkcija, miksanje, mastering
- Pascal Laquerre – naslovnica, ilustracije